# Pentapleura longipennis
Pentapleura longipennis är en stekelart som beskrevs av Statz 1936. Pentapleura longipennis ingår i släktet Pentapleura och familjen bracksteklar. Inga underarter finns listade i Catalogue of Life.